# Campagne 2011 de l'équipe de France masculine de handball

## Matchs de la campagne 2011
Le tableau suivant liste les rencontres de l'équipe de France de handball masculin de l'année 2011.
| No | Date            | Lieu         | Adversaire | Score   | Compétition | Concept              | Buteur(s) pour la France |
| -- | --------------- | ------------ | ---------- | ------- | ----------- | -------------------- | --- |
| 1  | 8 janvier 2011  | Paris        | Argentine  | G 30-27 | TB.         | 1/2 Finale           | Nikola Karabatic (5), Guillaume Joli (5), Luc Abalo (4), Samuel Honrubia (4), Jérôme Fernandez (4), William Accambray (2), Bertrand Gille (2), Xavier Barachet (1), Arnaud Bingo (1), Sebastien Bosquet (1), Sébastien Ostertag (1)                       |
| 2  | 9 janvier 2011  | Paris        | Croatie    | G 28-27 | TB.         | Finale               | Jérôme Fernandez (7), Samuel Honrubia (5), Nikola Karabatic (3), Luc Abalo (3), Guillaume Joli (2), Bertrand Gille (2), Xavier Barachet (2), Sebastien Bosquet (2),Cédric Sorhaindo (1), Didier Dinart (1)                                                |
| 3  | 14 janvier 2011 | Kristianstad | Tunisie    | G 32-19 | CM.         | Tour Préliminaire    | Nikola Karabatic (6), Luc Abalo (5), Michaël Guigou (4), William Accambray (3), Xavier Barachet (3), Jérôme Fernandez (3), Arnaud Bingo (2), Cédric Sorhaindo (2), Sebastien Bosquet (1), Samuel Honrubia (1), Bertrand Gille (1), Guillaume Joli (1)     |
| 4  | 16 janvier 2011 | Kristianstad | Égypte     | G 28-19 | CM.         | Tour Préliminaire    | Michaël Guigou (5), Nikola Karabatic (3), Bertrand Roine (3), Guillaume Joli (3), Sebastien Bosquet (3), Luc Abalo (2),Jérôme Fernandez (2), Bertrand Gille (2), Cédric Sorhaindo (2), Samuel Honrubia(1), Xavier Barachet (1), Didier Dinart (1)         |
| 5  | 17 janvier 2011 | Lund         | Bahreïn    | G 41-17 | CM.         | Tour Préliminaire    | Guillaume Joli (11), William Accambray (5), Arnaud Bingo (5), Samuel Honrubia (4), Xavier Barachet(4), Nikola Karabatic (3), Jérôme Fernandez (3), Sebastien Bosquet (2), Bertrand Roine (1), Bertrand Gille (1), Cédric Sorhaindo (1), Didier Dinart (1) |
| 6  | 19 janvier 2011 | Kristianstad | Allemagne  | G 30-23 | CM.         | Tour Préliminaire    | William Accambray (5), Nikola Karabatic (4),Jérôme Fernandez (4),Luc Abalo (4), Bertrand Gille (4), Xavier Barachet (3), Michaël Guigou (2), Cédric Sorhaindo (2), Samuel Honrubia(1), Guillaume Joli (1),                                                |
| 7  | 20 janvier 2011 | Kristianstad | Espagne    | N 28-28 | CM.         | Tour Préliminaire    | Michaël Guigou (6), Nikola Karabatic (5), Xavier Barachet (5), Jérôme Fernandez (3), Luc Abalo (3), Bertrand Gille (2), Samuel Honrubia(1), Cédric Sorhaindo (1), Guillaume Joli (1), William Accambray (1)                                               |
| 8  | 22 janvier 2011 | Jonkoping    | Hongrie    | G 37-24 | CM.         | Tour Principal       | Nikola Karabatic (7), William Accambray (6), Jérôme Fernandez (5), Bertrand Roine(4), Bertrand Gille (4), Luc Abalo (4), Samuel Honrubia(2), Cédric Sorhaindo (1), Michaël Guigou (1), Guillaume Joli (1), Franck Junillon (1), Arnaud Bingo (1)          |
| 9  | 24 janvier 2011 | Jonkoping    | Norvège    | G 31-26 | CM.         | Tour Principal       | Bertrand Gille (5), Luc Abalo (5), William Accambray (5),Samuel Honrubia (4), Jérôme Fernandez (3), Nikola Karabatic (3), Franck Junillon (2),Cédric Sorhaindo (2), Guillaume Joli (2)                                                                    |
| 10 | 25 janvier 2011 | Jonkoping    | Islande    | G 34-28 | CM.         | Tour Principal       | Nikola Karabatic (7), Xavier Barachet (6), Jérôme Fernandez (4), William Accambray (4), Michaël Guigou (3), Bertrand Gille (3), Luc Abalo (3), Cédric Sorhaindo (2), Samuel Honrubia (2)                                                                  |
| 11 | 28 janvier 2011 | Malmö        | Suède      | G 29-26 | CM.         | 1/2 Finale           | Michaël Guigou (8), Bertrand Gille (8), Nikola Karabatic (3), William Accambray (3), Luc Abalo (2), Jérôme Fernandez (2), Xavier Barachet (2), Guillaume Joli (1)                                                                                         |
| 12 | 30 janvier 2011 | Malmö        | Danemark   | G 37-35 | CM.         | Finale               | Nikola Karabatic (10), Michaël Guigou (7), Luc Abalo (5), Jérôme Fernandez(5), Bertrand Gille (4), Xavier Barachet (3), William Accambray (2), Guillaume Joli (1)                                                                                         |
| 13 | 10 mars 2011    | Liévin       | Serbie     | G 29-28 | A.          | Tournée Serbe        | William Accambray (5), Cédric Paty (5), Nikola Karabatic (4), Xavier Barachet (4), Cédric Sorhaindo (4), Samuel Honrubia (3), Sebastien Bosquet (2), Arnaud Bingo (1), Jérôme Fernandez (1)                                                               |
| 14 | 12 mars 2011    | Montpellier  | Serbie     | G 37-30 | A.          | Tournée Serbe        | Jérôme Fernandez (7), Samuel Honrubia (6), Luc Abalo (5), Guillaume Joli (4), Franck Junillon (3), Cédric Paty (2), Nikola Karabatic (2), Sebastien Bosquet (2), Arnaud Bingo (2), Grégoire Detrez (2), Cédric Sorhaindo (1), Didier Dinart (1),          |
| 15 | 8 juin 2011     | Buenos Aires | Argentine  | G 35-30 | A.          | Tournée en Argentine | Jérôme Fernandez (9), William Accambray (8), Nikola Karabatic (4), Kevynn Nyokas (3), Grégoire Detrez (3), Daniel Narcisse (2), Cédric Sorhaindo (2), Samuel Honrubia (2), Guillaume Joli (1), Cédric Paty (1)                                            |
| 16 | 10 juin 2011    | Buenos Aires | Argentine  | G 34-31 | A.          | Tournée en Argentine | William Accambray (7), Daniel Narcisse (6), Jérôme Fernandez (5), Nikola Karabatic (5), Cédric Sorhaindo (4), Cédric Paty (3), Guillaume Joli (2), Sebastien Bosquet (1), Luka Karabatic (1)                                                              |
| 17 | 3 novembre 2011 | Limoges      | Slovaquie  | P 28-30 | A.          | Tournée Slovaque     | Samuel Honrubia (7), Daniel Narcisse (5), Jérôme Fernandez (4), William Accambray (3), Bertrand Gille (3), Guillaume Joli (2), Xavier Barachet (2), Guillaume Gille (1), Cédric Sorhaindo (1)                                                             |
| 18 | 5 novembre 2011 | Boulazac     | Slovaquie  | G 37-18 | A.          | Tournée Slovaque     | Guillaume Joli (6), Jérôme Fernandez (5), William Accambray (5), Luc Abalo (5), Bertrand Gille (4), Guillaume Gille (3), Samuel Honrubia (2), Grégoire Detrez (2), Arnaud Bingo (2),Kevynn Nyokas (2), Xavier Barachet (1)                                |

| Score : - G = Match gagné - N = Match nul - P = Match perdu | Compétition : - A. = Match amical - CM. = Championnat du monde - TB. = Tournoi de Paris Bercy |

## Statistiques de la campagne 2011
| Pos.  | Joueur             | Total      | Total | Championnat du monde | Championnat du monde | Tournoi de Paris Bercy | Tournoi de Paris Bercy | Amicaux    | Amicaux |
| Pos.  | Joueur             | Sélections | Buts  | Sélections           | Buts                 | Sélections             | Buts                   | Sélections | Buts    |
| ----- | ------------------ | ---------- | ----- | -------------------- | -------------------- | ---------------------- | ---------------------- | ---------- | ------- |
| DC    | Nikola Karabatic   | 16         | 74    | 10                   | 51                   | 2                      | 8                      | 4          | 15      |
| DC    | Jérôme Fernandez   | 18         | 76    | 10                   | 34                   | 2                      | 11                     | 6          | 31      |
| AR    | William Accambray  | 17         | 64    | 10                   | 34                   | 2                      | 2                      | 5          | 28      |
| AL    | Luc Abalo          | 14         | 50    | 9                    | 33                   | 2                      | 7                      | 3          | 10      |
| P     | Bertrand Gille     | 14         | 45    | 10                   | 34                   | 2                      | 4                      | 2          | 7       |
| AL    | Michaël Guigou     | 9          | 36    | 9                    | 36                   | 0                      | 0                      | 0          | 0       |
| AL    | Guillaume Joli     | 17         | 43    | 10                   | 22                   | 2                      | 7                      | 5          | 15      |
| AL    | Samuel Honrubia    | 18         | 45    | 10                   | 16                   | 2                      | 9                      | 6          | 20      |
| AR    | Xavier Barachet    | 13         | 37    | 8                    | 27                   | 2                      | 3                      | 3          | 7       |
| P     | Cédric Sorhaindo   | 18         | 26    | 10                   | 13                   | 2                      | 1                      | 6          | 12      |
| AR    | Sebastien Bosquet  | 9          | 14    | 3                    | 6                    | 2                      | 3                      | 4          | 5       |
| AL    | Arnaud Bingo       | 13         | 14    | 6                    | 8                    | 2                      | 1                      | 5          | 5       |
| AR    | Cédric Paty        | 4          | 11    | 0                    | 0                    | 0                      | 0                      | 4          | 11      |
| AL    | Daniel Narcisse    | 4          | 13    | 0                    | 0                    | 0                      | 0                      | 4          | 13      |
| AR    | Bertrand Roine     | 5          | 8     | 3                    | 8                    | 2                      | 0                      | 0          | 0       |
| AR    | Franck Junillon    | 6          | 6     | 5                    | 3                    | 0                      | 0                      | 1          | 3       |
| DC    | Grégoire Detrez    | 5          | 7     | 0                    | 0                    | 0                      | 0                      | 5          | 7       |
| P     | Didier Dinart      | 18         | 4     | 10                   | 2                    | 2                      | 1                      | 4          | 1       |
| AR    | Kevynn Nyokas      | 4          | 5     | 0                    | 0                    | 0                      | 0                      | 4          | 5       |
| AR    | Sébastien Ostertag | 1          | 1     | 0                    | 0                    | 1                      | 1                      | 0          | 0       |
| AR    | Luka Karabatic     | 2          | 1     | 0                    | 0                    | 0                      | 0                      | 2          | 1       |
| AR    | Guillaume Gille    | 2          | 4     | 0                    | 0                    | 0                      | 0                      | 2          | 4       |
| G     | Thierry Omeyer     | 17         | 0     | 9                    | 0                    | 2                      | 0                      | 6          | 0       |
| G     | Daouda Karaboué    | 12         | 0     | 6                    | 0                    | 2                      | 0                      | 4          | 0       |
| G     | Cyril Dumoulin     | 4          | 0     | 0                    | 0                    | 0                      | 0                      | 4          | 0       |
| Total | Total              | 18         | 586   | 10                   | 327                  | 2                      | 58                     | 6          | 201     |